# Consulat général des États-Unis à Montréal
La première Agence consulaire américaine à Montréal fut inaugurée le 29 mai 1854 par l'Agent consulaire Canfield Dorwin du Vermont. Le bureau obtint le statut de Consulat général en juillet 1957, lorsque le bureau du consul général des États-Unis dans les provinces britanniques de l'Amérique du Nord fut transféré de Québec à Montréal en reconnaissance de l'importance commerciale croissante de la métropole. À cette époque, près de la moitié des échanges commerciaux entre le Canada et les États-Unis transitaient par le port de Montréal.
La province de Québec fut l'hôte de nombreux bureaux et agences consulaires, incluant Coaticook, Gaspé, Rimouski, Saint-Hyacinthe, Sherbrooke et Trois-Rivières. Cependant, la majorité de ces bureaux furent consolidés avant 1915. Aujourd'hui, le gouvernement des États-Unis est représenté au Québec par deux consulats généraux, un à Montréal et l'autre à Québec. La première femme à détenir le poste de consule générale des États-Unis à Montréal fut Elizabeth Harper, en 1973. La première Afro-Américaine à détenir le même poste fut Bernadette Allen, de 2002 à juin 2005.
Le consulat général des États-Unis à Montréal a changé d'emplacement plusieurs fois au cours de son histoire. Des années 1950 jusqu'en 1976, le consulat se trouve sur l'avenue du Docteur-Penfield. Puis, de 1976 à 1990, il occupe des bureaux au complexe Desjardins. Depuis 1990, le consulat est situé dans l'immeuble SNC-Lavalin, à l'angle du boulevard René-Lévesque et de la rue Saint-Alexandre.